# Antonio Bartolo Malacrinò
Antonio Bartolo Malacrinò, detto Mimmo (Montebello Jonico, 1958), è un mafioso italiano. Cognato del boss Filippo Barreca dell'omonima cosca della 'Ndrangheta del rione Pellaro di Reggio Calabria.

## Il "clan" emergente a Pellaro
Tra il '97-'99 grazie ad un'indagine condotta dai Carabinieri si riesce a smantellare una nuova associazione mafiosa, composta da ex sodali della cosca Barreca e capeggiata proprio da Antonio Bartolo Malacrinò cognato del boss Filippo Barreca. Nel 2009 viene confermata dalla Cassazione la condanna per reato di associazione mafiosa (art.416 bis c.p.p.) ed estorsione nel procedimento Ponte contro di lui e i suoi sodali, tra cui Giuseppe Malara, i fratelli Calabrò e Antonino Ambrogio (figlio di Carmelo Ambrogio ucciso durante la faida di Pellaro, accaduta nel periodo '86-'89) ed altri esponenti di minor rilievo.

## La vicinanza con la cosca Iamonte
Malacrinò è nato e cresciuto a Montebello Jonico, nonché territorio di influenza del clan Iamonte. Nell'inchiesta Abisso del 2001 è inserito tra le otto persone coinvolte per reati di usura ed estorsione a danno di un noto imprenditore di Saline Joniche (RC), però Malacrinò è riuscito a sottrarsi alla misura cautelare poiché era già latitante da oltre due anni a seguito di un altro provvedimento restrittivo. Viene trovato nel luglio dello stesso anno in un villaggio turistico a Soverato (CZ).

## La gestione dell'impianto inerti e il sequestro della cava
Successivamente alle condanne del processo Barracuda inflitte con sentenza del 1999 ai cognati Santo, Giuseppe e Filippo cl.56, l'attività di famiglia viene assorbita dalla sorella Giovanna (moglie di Antonio Bartolo Malacrinò) con la ditta "Sud Inerti", di cui nel 2007 viene denunciata a seguito di un sequestro effettuato dai Carabinieri del Nucleo Operativo Ecologico, su un'area di circa cinque ettari, illecitamente utilizzata per l'estrazione di sabbia e ghiaia senza le dovute autorizzazioni.

## Il conflitto con il cognato Peppì Barreca
A Bartolo Malacrinò la scarcerazione del cognato (novembre 2015) non fu molto gradita, poiché già da tempo si era "distaccato" dai cognati ergastolani ed un eventuale lunga permanenza fuori dalle carceri era solo un intralcio ai suoi "affari".
Nel 2016 infatti entra in conflitto con Filippo Barreca per una serie di motivi legati ad affari di famiglia, questioni ereditarie e "controllo" del territorio.

## L'operazione 'Metameria' e le inchieste di Klaus Davi
Il 16 febbraio 2021 grazie all'operazione Metameria del comando provinciale dei carabinieri di Reggio Calabria, sono stati arrestati 28 esponenti della cosca Barreca tra cui il principale indagato Filippo Barreca, indagine però che non ha sfiorato minimamente il cognato Antonio Bartolo Malacrinò.
Ma nel mese di maggio, il giornalista massmediologo Klaus Davi inizia ad approfondire e aprire un'inchiesta giornalistica sui rapporti tra le due famiglie e l'influenza mafiosa dei Malacrinò nel territorio pellarese. Il 22 febbraio del 2022 Klaus Davi fa un bilancio sull'inchiesta e pubblica un articolo dove riassume un anno di inchieste  in una zona dimenticata di Reggio Calabria, proprio il "Triangolo delle Bermude" compreso tra Pellaro, Bocale e Lazzaro.
A settembre 2022, viene pubblicato uno stralcio di un atto giudiziario di un processo tenutosi a Reggio Calabria, ed esattamente di un noto imprenditore che svela un presunto conflitto fra le famiglie Malacrinò e Barreca di Pellaro (fra loro imparentate), episodi di violenza, denunciando la presenza di emissari di soggetti mafiosi che avrebbero setacciato i cantieri del posto per raccogliere il pizzo.

### Il mistero del porto d'armi concesso al figlio Alessio
Uno dei tanti misteri che ci riserva il "triangolo delle bermude" è il famoso porto d'armi concesso ad Alessio nonché figlio di Antonio Bartolo Malacrinò pluripregiudicato per reati di mafia e cognato del boss Barreca Filippo.
Infatti a seguito di alcuni controlli e denunce anonime le autorità preposte fecero revocare immediatamente il porto d'armi regolarmente rilasciato al giovane rampollo.